# Taraf de Haïdouks
Taraf de Haïdouks (рум. Taraful Haiducilor — Тараф гайдуков) — музыкальная группа румынских цыган из городка Клежаны. Одна из наиболее известных групп Румынии посткоммунистического периода. В Западном мире известна по франкоязычному названию Taraf de Haïdouks.
Сформировалась в 1989 году, но первые записи группы были сделаны ещё в 1983 этномузыкологом Сперанцей Рэдулеску для архива Института этнографии и фольклора. Изначально в её состав входило около 12 музыкантов, позднее их количество доходило до 30. В Западной Европе о коллективе узнали благодаря швейцарскому этномузыкологу Лорану Оберу (Laurent Aubert) и бельгийскому музыканту Стефану Каро (Stéphane Karo).
Коллектив снимался в фильме «Человек, который плакал» с Джонни Деппом.

## Некоторые постоянные члены группы
- Nicolae Neacşu (Culai, умер в декабре 2002) — скрипка и вокал.
- Dumitru Baicu (Cacurică, умер в сентябре 2007) — цимбалы.
- Ilie Iorga — вокал.
- Ion Manole (Şaică или Boşorogu) — скрипка, вокал.
- Gheorghe Anghel (Caliu) — скрипка.
- Gheorghe Fălcaru (Fluierici) — флейта, контрабас.
- Ionica Tanase — цимбалы.
- Constantin Sandu (Dinu) — цимбалы, вокал.
- Florea Pârvan — контрабас.
- Marin Sandu (Ţagoe) — контрабас.
- Paul Guiclea (Pasalan) — голос, скрипка.
- Marin Manole (Marius) — аккордеон.
- Constantin Lautaru (Costica Boieru) — скрипка, голос.
- Viorel Vlad — контрабас.
- Robert Gheorghe — скрипка.

## Избранная дискография
- 1991 — Musiques de tsiganes de Roumanie
- 1994 — Honourable Brigands, Magic Horses And Evil Eye
- 1994 — Gypsy Music from Romania
- 1998 — Dumbala Dumba
- 1999 — Taraf de Haïdouks
- 2001 — Band of Gypsies
- 2006 — The Continuing Adventures Of Taraf de Haïdouks
- 2007 — Maškaradǎ